# Walter Dauge
 (juin 2009).
Si vous disposez d'ouvrages ou d'articles de référence ou si vous connaissez des sites web de qualité traitant du thème abordé ici, merci de compléter l'article en donnant les références utiles à sa vérifiabilité et en les liant à la section « Notes et références ».
Walter Dauge est un homme politique belge originaire de Flénu, dans le Borinage, né en 1907 et mort en 1944.

## Biographie
Socialiste, Dauge s'implique dans les activités militantes de la région en devenant Jeune Socialiste, Jeune Garde socialiste et rédacteur intensif de la gazette socialiste de Flénu. Il décroche la place de secrétaire national adjoint du POB mais, se voyant comme homme de terrain plutôt que gratte-papier, il se détache de ses fonctions et est remercié.
Lorsque l'INR est créé, il est choisi comme speaker et devient une vedette. Il se fera révoquer pour antimilitarisme.
Il milite à l'Action socialiste fondée par Paul-Henri Spaak. Lorsque Spaak devient ministre et quitte le mouvement, Dauge le transforme sous le nom d'Action socialiste révolutionnaire (ASR) mais toujours au sein du P.O.B.
Candidat, en place éligible, sur la liste P.O.B. en 1936, il refuse de signer le programme du parti qui pour lui est trop militariste. Il crée une liste dissidente de tendance trotskiste et est bien sûr exclu du P.O.B. Il n'est pas élu. L'ASR devient un parti allié de la IVe Internationale trotskiste (le daugisme).
Aux élections communales il emporte, dans sa commune de Flénu, la majorité absolue mais ne sera pas nommé bourgmestre à cause de sa position républicaine.
Pendant la guerre, il restera échevin avec un bourgmestre rexiste imposé par l'occupant.
Il est abattu chez lui quelques mois avant la libération, dans la pièce voisine de celle où se trouvait sa femme. Dauge assumait alors les fonctions de bourgmestre faisant fonction de Flénu, le bourgmestre rexiste ayant été abattu quelques mois plus tôt.